# Saison 2018-2019 des Chamois niortais
 (avril 2018).
Si vous disposez d'ouvrages ou d'articles de référence ou si vous connaissez des sites web de qualité traitant du thème abordé ici, merci de compléter l'article en donnant les références utiles à sa vérifiabilité et en les liant à la section « Notes et références ».
Maillots
Chronologie
Saison précédente Saison suivante
La saison 2018-2019 du Chamois niortais Football Club est la trente-et-unième de l'histoire du club à l'échelle professionnelle et la septième consécutive en Ligue 2 depuis son retour en 2012.

## Avant saison
La saison 2018-2019 du Chamois niortais Football Club débute officiellement le jeudi 21 juin 2018 avec la reprise de l'entraînement au stade René-Gaillard.

## Déroulement de la saison

### Joueurs prêtés
| N° | Nat. | Nom                  | Club en prêt | Compétition | Championnat | Championnat | Championnat | Championnat  | Coupes nationales | Coupes nationales | Coupes nationales | Coupes nationales | Total | Total | Total  | Total        |
| N° | Nat. | Nom                  | Club en prêt | Compétition | MJ          | B           | Averti      | Carton rouge | MJ                | B                 | Averti            | Carton rouge      | MJ    | B     | Averti | Carton rouge |
| -- | ---- | -------------------- | ------------ | ----------- | ----------- | ----------- | ----------- | ------------ | ----------------- | ----------------- | ----------------- | ----------------- | ----- | ----- | ------ | ------------ |
| 10 |      | Pedro Henrique Bueno | AFC Tubize   | Division 1B | 14          | 3           | 3           | 0            | 2                 | 1                 | 0                 | 0                 | 16    | 4     | 3      | 0            |

## Effectif professionnel
Le tableau suivant liste l'effectif professionnel du Chamois Niortais FC pour la saison 2018-2019.

## Rencontres de la saison

### Ligue 2
| Date       | J. |              | Score |             | Buteurs Niort                 | C. | Affluence | LFP |
| ---------- | -- | ------------ | ----- | ----------- | ----------------------------- | -- | --------- | --- |
| 11/01/2019 | 20 | Clermont     | 3 - 2 | Niort       | Jacob 37e · Konaté 81e        | 8  | -         |     |
| 19/01/2019 | 21 | Niort        | 1 - 1 | Grenoble    | Ameka 72e                     | 9  | 3 353     |     |
| 26/01/2019 | 22 | Orléans      | 1 - 0 | Niort       |                               | 10 | -         |     |
| 01/02/2019 | 23 | Niort        | 1 - 1 | Nancy       | Dabasse 70e                   | 10 | 2 859     |     |
| 08/02/2019 | 24 | AC Ajaccio   | 1 - 0 | Niort       |                               | 10 | -         |     |
| 15/02/2019 | 25 | Niort        | 1 - 1 | Troyes      | Leautey 13e                   | 10 | 2 984     |     |
| 25/02/2019 | 26 | Lens         | 4 - 1 | Niort       | Jacob 42e                     | 11 | -         |     |
| 01/03/2019 | 27 | Niort        | 0 - 0 | Béziers     |                               | 11 | 2 890     |     |
| 08/03/2019 | 28 | Paris        | 0 - 0 | Niort       |                               | 11 | -         |     |
| 15/03/2019 | 29 | Niort        | 0 - 3 | Metz        |                               | 11 | 3 307     |     |
| 29/03/2019 | 30 | Niort        | 0 - 1 | Sochaux     |                               | 12 | 3 104     |     |
| 05/04/2019 | 31 | Le Havre     | 0 - 0 | Niort       |                               | 11 | -         |     |
| 12/04/2019 | 32 | Niort        | 0 - 0 | Auxerre     |                               | 12 | 3 918     |     |
| 19/04/2019 | 33 | Châteauroux  | 2 - 1 | Niort       | Ameka 1re                     | 11 | -         |     |
| 23/04/2019 | 34 | Niort        | 1 - 1 | GFC Ajaccio | Louiserre 68e                 | 11 | 3 106     |     |
| 26/04/2019 | 35 | Valenciennes | 1 - 2 | Niort       | Louiserre 68e · Dona Ndoh 72e | 11 | -         |     |
| 06/05/2019 | 36 | Niort        | 2 - 2 | Lorient     | Jacob 42e · Dona Ndoh 54e     | 11 | 4 442     |     |
| 10/05/2019 | 37 | Brest        | 3 - 0 | Niort       |                               | 12 | -         |     |
| 17/05/2019 | 38 | Niort        | 1 - 0 | Red Star    | Koyalipou 11e                 | 12 | 3 613     |     |

### Classement
Extrait du classement de Ligue 2 2018-2019
| Rang | Équipe              | Pts | J  | G  | N  | P  | Bp | Bc | Diff |
| ---- | ------------------- | --- | -- | -- | -- | -- | -- | -- | ---- |
| 10   | Clermont Foot 63    | 48  | 38 | 11 | 15 | 12 | 44 | 37 | +7   |
| 11   | LB Châteauroux      | 48  | 38 | 11 | 15 | 12 | 37 | 42 | −5   |
| 12   | Chamois niortais FC | 47  | 38 | 11 | 14 | 13 | 34 | 41 | −7   |
| 13   | Valenciennes FC     | 43  | 38 | 11 | 10 | 17 | 52 | 61 | −9   |
| 14   | AS Nancy lorraine   | 42  | 38 | 12 | 6  | 20 | 36 | 50 | −14  |

Évolution du classement en fonction des résultats
| Journée  | 1 | 2 | 3 | 4 | 5 | 6 | 7 | 8 | 9 | 10 | 11 | 12 | 13 | 14 | 15 | 16 | 17 | 18 | 19 | 20 | 21 | 22 | 23 | 24 | 25 | 26 | 27 | 28 | 29 | 30 | 31 | 32 | 33 | 34 | 35 | 36 | 37 | 38 | Journées en tête | Journées promouvable |
| -------- | - | - | - | - | - | - | - | - | - | -- | -- | -- | -- | -- | -- | -- | -- | -- | -- | -- | -- | -- | -- | -- | -- | -- | -- | -- | -- | -- | -- | -- | -- | -- | -- | -- | -- | -- | ---------------- | -------------------- |
| Rang     | 4 | 2 | 6 | 5 | 4 | 3 | 5 | 7 | 7 | 5  | 8  | 6  | 6  | 6  | 7  | 6  | 6  | 7  | 5  | 8  | 9  | 10 | 10 | 10 | 10 | 11 | 11 | 11 | 11 | 12 | 11 | 12 | 11 | 11 | 11 | 11 | 12 | 12 | 0                | 8                    |
| Résultat | G | G | P | N | G | G | P | P | N | G  | P  | G  | G  | N  | P  | G  | G  | N  | N  | P  | N  | P  | N  | P  | N  | P  | N  | N  | P  | P  | N  | N  | P  | N  | G  | N  | P  | G  | —                | —                    |

### Coupe de la Ligue
| Tour     | Date         |                     | Score |       | Buteurs Niort | Feuille de match |
| -------- | ------------ | ------------------- | ----- | ----- | ------------- | ---------------- |
| 1er tour | 14 août 2018 | LB Châteauroux (L2) | 1 - 0 | Niort | -             |                  |

### Coupe de France
| Tour    | Date        |                   | Score |       | Buteurs Niort            | Feuille de match |
| ------- | ----------- | ----------------- | ----- | ----- | ------------------------ | ---------------- |
| 7e tour | 17 nov 2018 | FC Chauray (N3)   | 0 - 2 | Niort | Vion 70e · Louiserre 76e |                  |
| 8e tour | 9 déc 2018  | FC Challans (N3)  | 0 - 1 | Niort | Dona Ndoh 36e            |                  |
| 32ème   | 5 jan 2019  | Bergerac PFC (N2) | 2 - 1 | Niort | Grich 15e                |                  |

### Matchs amicaux
| 08/09/2018 | FC Nantes | 3 - 1 | Niort | Koyalipou pén |

## Distinctions individuelles

### Équipe-type de Ligue 2 par journée
Lors de chaque journée, le journal France Football élit son équipe-type de la journée avec une notation sur dix. Voici la liste des joueurs niortais sélectionnés :
| - 1re journée : - Goduine Koyalipou (7/10) | - 2e journée : - Ibrahima Conté (7/10) - Julien Dacosta (7/10) - Antoine Leautey (7/10) | - 4e journée : - Antoine Leautey (7/10) | - 5e journée : - Dylan Louiserre (7/10) |

| - 6e journée : - Dylan Louiserre (7/10) | - 12e journée : - Quentin Bena (7/10) - Goduine Koyalipou (7/10) - Ande Dona Ndoh (7/10) | - 13e journée : - Dylan Louiserre (7/10) - Valentin Jacob (7/10) | - 17e journée : - Ibrahima Conté (7/10) - Thibaut Vion (8/10) |

| - 21e journée : - Florian Lapis (6/10) | - 23e journée : - Antoine Leautey (7/10) | - 25e journée : - Valentin Jacob (7/10) |

## Statistiques

### Bilan de l'équipe
| Compétition       | Débute au tour | Termine  | Matches joués | Gagnés | Nuls | Perdus | Buts pour | Buts contre | Différence |
| ----------------- | -------------- | -------- | ------------- | ------ | ---- | ------ | --------- | ----------- | ---------- |
| Ligue 2           | -              | 10e      | 25            | 9      | 8    | 8      | 26        | 24          | +2         |
| Coupe de France   | 7e tour        | 1/32ef   | 3             | 2      | 0    | 1      | 4         | 2           | +2         |
| Coupe de la Ligue | 1er tour       | 1er tour | 1             | 0      | 0    | 1      | 0         | 1           | -1         |
| Total             | Total          | Total    | 29            | 11     | 8    | 10     | 30        | 27          | +3         |

Date de mise à jour : le 20 février 2019.

### Résumé des matchs officiels de la saison
| Compétition | J./Tour   | Date              | Domicile               | Rés. | Extérieur              | Cl. | Buteur(s) pour le Chamois niortais FC                |
| ----------- | --------- | ----------------- | ---------------------- | ---- | ---------------------- | --- | ---------------------------------------------------- |
| Ligue 2     | 1         | 27 juillet 2018   | Red Star FC            | 1-2  | Chamois niortais       | 4e  | Dona Ndoh (48e), Conté (59e)                         |
| Ligue 2     | 2         | 3 août 2018       | Chamois niortais       | 4-2  | Clermont Foot 63       | 2e  | Lapis (28e), Leautey (66e), Conté (77e), Jacob (85e) |
| Ligue 2     | 3         | 10 août 2018      | Grenoble Foot 38       | 1-0  | Chamois niortais       | 6e  | -                                                    |
| C. Ligue    | 1er tour  | 14 août 2018      | LB Châteauroux (L2)    | 1-0  | Chamois niortais       | -   | -                                                    |
| Ligue 2     | 4         | 17 août 2018      | Chamois niortais       | 1-1  | US Orléans             | 5e  | Dona Ndoh (33e)                                      |
| Ligue 2     | 5         | 24 août 2018      | AS Nancy-Lorraine      | 0-1  | Chamois niortais       | 4e  | Dona Ndoh (70e)                                      |
| Ligue 2     | 6         | 31 août 2018      | Chamois niortais       | 2-0  | AC Ajaccio             | 3e  | Koyalipou (68e), Dona Ndoh (70e sp)                  |
| Ligue 2     | 7         | 14 septembre 2018 | ES Troyes AC           | 2-0  | Chamois niortais       | 5e  | -                                                    |
| Ligue 2     | 8         | 24 septembre 2018 | Chamois niortais       | 1-2  | RC Lens                | 7e  | Dona Ndoh (32e sp)                                   |
| Ligue 2     | 9         | 28 septembre 2018 | AS Béziers             | 1-1  | Chamois niortais       | 7e  | Djigla (29e)                                         |
| Ligue 2     | 10        | 5 octobre 2018    | Chamois niortais       | 1-0  | Paris FC               | 5e  | Dona Ndoh (32e sp)                                   |
| Ligue 2     | 11        | 19 octobre 2018   | FC Metz                | 3-0  | Chamois niortais       | 8e  | -                                                    |
| Ligue 2     | 12        | 26 octobre 2018   | FC Sochaux-Montbéliard | 0-3  | Chamois niortais       | 6e  | Dona Ndoh (10e sp, 20e sp), Koyalipou (62e)          |
| Ligue 2     | 13        | 3 novembre 2018   | Chamois niortais       | 1-0  | Le Havre AC            | 6e  | Bena (32e)                                           |
| Ligue 2     | 14        | 9 novembre 2018   | AJ Auxerre             | 0-0  | Chamois niortais       | 6e  | -                                                    |
| C. France   | 7e tour   | 17 novembre 2018  | FC Chauray (N3)        | 0-2  | Chamois niortais       | -   | Vion (70e), Louiserre (76e)                          |
| Ligue 2     | 15        | 23 novembre 2018  | Chamois niortais       | 0-1  | LB Châteauroux         | 7e  | -                                                    |
| Ligue 2     | 16        | 30 novembre 2018  | GFC Ajaccio            | 0-1  | Chamois niortais       | 6e  | Dona Ndoh (90e+3 sp)                                 |
| Ligue 2     | 17        | 4 décembre 2018   | Chamois niortais       | 1-0  | Valenciennes FC        | 6e  | Dona Ndoh (83e sp)                                   |
| C. France   | 8e tour   | 9 décembre 2018   | FC Challans (N3)       | 0-1  | Chamois niortais       | -   | Dona Ndoh (36e)                                      |
| Ligue 2     | 18        | 14 décembre 2018  | FC Lorient             | 1-1  | Chamois niortais       | 7e  | Dona Ndoh (34e)                                      |
| Ligue 2     | 19        | 21 décembre 2018  | Chamois niortais       | 1-1  | Stade brestois 29      | 5e  | Grich (38e)                                          |
| C. France   | 32e de f. | 5 janvier 2019    | Bergerac PFC (N2)      | 2-1  | Chamois niortais       | -   | Grich (15e)                                          |
| Ligue 2     | 20        | 11 janvier 2019   | Clermont Foot 63       | 3-2  | Chamois niortais       | 8e  | Jacob (37e), Konaté (81e)                            |
| Ligue 2     | 21        | 19 janvier 2019   | Chamois niortais       | 1-1  | Grenoble Foot 38       | 9e  | Autchanga (72e)                                      |
| Ligue 2     | 22        | 26 janvier 2019   | US Orléans             | 1-0  | Chamois niortais       | 10e | -                                                    |
| Ligue 2     | 23        | 1er février 2019  | Chamois niortais       | 1-1  | AS Nancy-Lorraine      | 10e | Dabasse (70e)                                        |
| Ligue 2     | 24        | 8 février 2019    | AC Ajaccio             | 1-0  | Chamois niortais       | 10e | -                                                    |
| Ligue 2     | 25        | 15 février 2019   | Chamois niortais       | 1-1  | ES Troyes AC           | 10e | Leautey (13e)                                        |
| Ligue 2     | 26        | 22 février 2019   | RC Lens                | -    | Chamois niortais       |     |                                                      |
| Ligue 2     | 27        | 1er mars 2019     | Chamois niortais       | -    | AS Béziers             |     |                                                      |
| Ligue 2     | 28        | 8 mars 2019       | Paris FC               | -    | Chamois niortais       |     |                                                      |
| Ligue 2     | 29        | 15 mars 2019      | Chamois niortais       | -    | FC Metz                |     |                                                      |
| Ligue 2     | 30        | 29 mars 2019      | Chamois niortais       | -    | FC Sochaux-Montbéliard |     |                                                      |
| Ligue 2     | 31        | 5 avril 2019      | Le Havre AC            | -    | Chamois niortais       |     |                                                      |
| Ligue 2     | 32        | 12 avril 2019     | Chamois niortais       | -    | AJ Auxerre             |     |                                                      |
| Ligue 2     | 33        | 19 avril 2019     | LB Châteauroux         | -    | Chamois niortais       |     |                                                      |
| Ligue 2     | 34        | 23 avril 2019     | Chamois niortais       | -    | GFC Ajaccio            |     |                                                      |
| Ligue 2     | 35        | 26 avril 2019     | Valenciennes FC        | -    | Chamois niortais       |     |                                                      |
| Ligue 2     | 36        | 3 mai 2019        | Chamois niortais       | -    | FC Lorient             |     |                                                      |
| Ligue 2     | 37        | 10 mai 2019       | Stade brestois 29      | -    | Chamois niortais       |     |                                                      |
| Ligue 2     | 38        | 17 mai 2019       | Chamois niortais       | -    | Red Star FC            |     |                                                      |

Légende : csc = but marqué contre son camp ; sp = but marqué sur penalty ;

** Match en retard

### Affluences à domicile
Affluence du Chamois niortais FC à domicile

### Statistiques buteurs
|       | Buteur                | Ligue 2 | Coupe de France | Coupe de la Ligue | Total | Min  |
| ----- | --------------------- | ------- | --------------- | ----------------- | ----- | ---- |
| TOTAL | TOTAL                 | 24      | 4               | 0                 | 28    | 2340 |
| 1     | Ande Dona Ndoh        | 11      | 1               | 0                 | 12    | 2114 |
| 2     | Zakaria Grich         | 1       | 1               | 0                 | 2     | 261  |
| 3     | Goduine Koyalipou     | 2       | 0               | 0                 | 2     | 842  |
| 4     | Valentin Jacob        | 2       | 0               | 0                 | 2     | 1559 |
| 5     | Ibrahima Conté        | 2       | 0               | 0                 | 2     | 1769 |
| 6     | Louis Ameka Autchanga | 1       | 0               | 0                 | 1     | 366  |
| 7     | Brahim Konaté         | 1       | 0               | 0                 | 1     | 791  |
| 8     | David Djigla          | 1       | 0               | 0                 | 1     | 884  |
| 9     | Florian Lapis         | 1       | 0               | 0                 | 1     | 916  |
| 10    | Thibaut Vion          | 0       | 1               | 0                 | 1     | 1103 |
| 11    | Quentin Bena          | 1       | 0               | 0                 | 1     | 1419 |
| 12    | Antoine Leautey       | 1       | 0               | 0                 | 1     | 1532 |
| 13    | Dylan Louiserre       | 0       | 1               | 0                 | 1     | 2045 |

Date de mise à jour : le 28 janvier 2019.

### Statistiques passeurs
|       | Buteur            | Ligue 2 | Coupe de France | Coupe de la Ligue | Total | Min  |
| ----- | ----------------- | ------- | --------------- | ----------------- | ----- | ---- |
| TOTAL | TOTAL             | 9       | 3               | 0                 | 12    | 2340 |
| 1     | Dylan Louiserre   | 4       | 0               | 0                 | 4     | 2045 |
| 2     | Thibaut Vion      | 0       | 2               | 0                 | 2     | 1103 |
| 3     | Antoine Leautey   | 2       | 0               | 0                 | 2     | 1532 |
| 4     | Goduine Koyalipou | 1       | 0               | 0                 | 1     | 842  |
| 5     | Tom Lebeau        | 1       | 0               | 0                 | 1     | 872  |
| 6     | Florian Lapis     | 0       | 1               | 0                 | 1     | 916  |
| 7     | Valentin Jacob    | 1       | 0               | 0                 | 1     | 1559 |

Date de mise à jour : le 28 janvier 2019.